# Enca Haxhia
Ruensa Haxhiaj (Tirana, 19 oktober 1995), beter bekend als Enca Haxhia of gewoonweg Enca, is een Albanese singer-songwriter.

## Biografie
Ruensa Haxhiaj werd op 19 oktober 1995 in Tirana geboren in een Albanees-Orthodoxe familie. Ze begon aanvankelijk covers op YouTube te plaatsen van artiesten als Lady Gaga, Jessie J, Rita Ora en anderen. Op ‘Keek’ publiceerde ze filmpjes waarin ze korte delen van verschillende liedjes zong en ze plaatste video's van haar dagelijks leven. Op 16-jarige leeftijd (2012) publiceerde ze haar eerste single "The Best Of", gevolgd door andere singles en muziekvideo's zoals "Kjo Vere", "Jepe Tash" (2013), die zeer populair werden onder Albanese jongeren. Later dat jaar publiceerde ze een duet genaamd "Ata nuk e Dine" met de Albanese rapper Noizy.

## Discografie
- 2012 – "The Best Of"
- 2012 – "Kjo Verë"
- 2012 – "100" featuring Big Basta & Etnon
- 2012 – "All That" feat. Big Basta
- 2013 – "Dua të jesh ti"
- 2013 – "Jepe Tash"
- 2013 – "Real Love" feat. Ardit
- 2013 – "E ke rradhën ti"
- 2013 – "Baby Girl & Gangsta Boo" feat. B Genius
- 2014 – "Ata nuk e din" feat. Noizy
- 2014 – "Ishim ne"
- 2014 – "A po t'pëlqen"
- 2014 - Enca & Mozzik "Edhe njo"
- 2015 - Soul Killa
- 2015 - Call Me Goddess
- 2016 - Dreq
- 2016 - Bow Down (Përkulu)
- 2017 - Love on my body (LOMB)
- 2017 - Ciao
- 2018 - Dua
- 2018 - Kujt Po I Han feat. Don Phenom
- 2018 - Rendez Vous
- 2019 - "Balad"
- 2019 - Hajde ft. Muharrem Ahmeti
- 2019 - Jealous
- 2019 - MWAH
- 2020 - "Amor ft Mixey"
- 2020 - "Young and Pretty"
- 2020 - "Perhaps" cover
- 2020 - "Ku Mete"
- 2020 - "Caliente"